# Lewis V. Bogy
Lewis V. Bogy (Ste. Genevieve, 1813. április 9. – Saint Louis, 1877. szeptember 20.) az Amerikai Egyesült Államok szenátora (Missouri, 1873–1877).